# 스타디온 트레즈니차
스타디온 트레즈니차(세르비아어: Стадион Трешњица)는 다용도 경기장으로 몬테네그로의 수도인 포드고리차 인근의 골루보브치에 위치한 경기장이다. 현재 대부분 축구 경기 사용의 용도로 쓰이며 FK 제타의 홈 경기장이다. 수용능력은 7,000명이다.

## 같이 보기
- FK 제타
- 골루보브치
- 포드고리차